# ارتش سوم (بریتانیا)
ارتش سوم بریتانیا (انگلیسی: Third Army) ارتش میدانی نیروی زمینی بریتانیا بود، که در سال ۱۹۱۵ تأسیس شد و در سال ۱۹۱۹ منحل گردید.
ارتش سوم، یک ارتش میدانی ارتش بریتانیا در طول جنگ جهانی اول بود که در طول جنگ به طور فعال در جبهه غرب خدمت می‌کرد.
در ۱۳ ژوئیه ۱۹۱۵، ارتش سوم، پس از گسترش سازمان نیروی اعزامی بریتانیا، تشکیل شد. این ارتش در جنوب ارتش دهم فرانسه مستقر شد و از بقیه نیروهای بریتانیا جدا ماند، تا اینکه پس از نبرد وردون، ارتش دهم فرانسه در جای دیگری مستقر شد و ارتش چهارم بریتانیا به جای آن مستقر شد. این ارتش در نبرد سم، نبرد کامبره، نبرد آراس، نبرد پاسچندال، نبرد آمیان و تهاجم صد روزه جنگید.